# جعفرآباد (خلیل‌آباد)
جعفرآباد، روستایی در دهستان کویر بخش شش‌طراز شهرستان خلیل‌آباد استان خراسان رضوی ایران است.

## جمعیت
بر پایه سرشماری عمومی نفوس و مسکن در سال ۱۳۹۵ جمعیت این مکان ۱٬۶۳۰ نفر (۵۰۳خانوار) بوده‌است.

## رسوم خاص
در این روستا جشن‌های مذهبی و ترحیمی به‌طور معمول انجام می‌گردد، ولی در انجام مراسم عروسی بخصوص هنگام ضیافت (مثل شام عروسی) برخی از بزرگان روستا مشغول به جمع کردن پول از مهمانان می‌کنند که بیشتر این پول‌ها برای کمک به داماد جمع‌آوری می‌شود یا برای پرداخت هزینه جشن عروسی.